# Telestacicola angoti
Telestacicola angoti is een eenoogkreeftjessoort uit de familie van de Rhynchomolgidae. De wetenschappelijke naam van de soort is voor het eerst geldig gepubliceerd in 1972 door Humes & Stock.